# گوسنیلز، استرالیای غربی
گوسنیلز (به انگلیسی: Gosnells) یک حومه شهر در استرالیا است که در استرالیای غربی واقع شده‌است. شهر گوسنیلز تقریباً در ۲۰کیلومتری جنوب غربی پورت سی بی دی. گوسنیلز قرار دارد و در رتبه ۱ لیست ۲۰۱۷ از حومه‌های برتر استرالیا بود.